# Agnes Ekholm
Agnes Elphidinia Ekholm, född Bodén 2 maj 1865 i Nordmarks socken i Värmland, död 6 oktober 1932 i Hedvig Eleonora församling i Stockholm, var en svensk sångpedagog.
Ekholm, som var dotter till kontraktsprosten Jonas Bodén, studerade sång för bland andra Signe Hebbe och Algot Lange samt för Saint-Yves Bax i Paris och för August Iffert i Wien samt vidare piano för Antonin Marmontel i Paris och för Richard Andersson. Vid 1900-talets början var hon sångpedagog i London och grundade 1910 en sångskola i Stockholm. Bland hennes elever märks Sven d'Ailly, Einar Ekberg, Torborg Kjellander och Carl Richter.
Agnes Ekholm var gift med Nils Ekholm.